# Arceuthobium pendens
Arceuthobium pendens är en sandelträdsväxtart som beskrevs av F.G. Hawksworth & D. Wiens. Arceuthobium pendens ingår i släktet Arceuthobium och familjen sandelträdsväxter. Inga underarter finns listade i Catalogue of Life.